# Lasse Pihlajamaa
Lauri Armas Pihlajamaa (1 de agosto de 1916 – 14 de noviembre de 2007) fue un acordeonista, compositor, pedagogo, asesor musical y constructor de instrumentos finlandés. Fue una de las más importantes figuras de la música de acordeón de Finlandia, pionero de la enseñanza del instrumento así como del desarrollo de diferentes modelos de acordeón.

## Biografía

### Inicios
Su nombre completo era Lauri Armas Pihlajamaa, y nació en Jämijärvi, Finlandia, en el seno de una familia con ocho hijos. Su padre murió cuando los niños eran pequeños, y la madre hubo de mantener con dificultades a la familia numerosa. Vivían en una pequeña granja, muy concurrida por comerciantes y viajeros, en la cual sus hermanos mayores empezaron a tocar música. Lasse aprendió los conceptos básicos del acordeón gracias a sus hermanos mayores. Pihlajamaa obtuvo su primer acordeón diatónico a los 12 años de edad, un hecho que señaló su posterior carrera musical. Músico autodidacta, y asentado en Pori, en sus comienzos también fue bailarín de claqué y malabarista, colaborando con un gran número de artistas circenses y de variedades. Más adelante dejó Pori para mudarse a Tampere.

### Carrera
El sueño de Pihlajamaan era ser un buen músico de restaurante. Tras aprender a tocar la trompeta y el contrabajo, en su época en Pori colaboró con diferentes orquestas de restaurantes. En el año 1939 tocó por vez primera en la radio. En los años de guerra fue músico dedicado al entretenimiento, colaborando en esa tarea con Eugen Malmstén, entre otros músicos.
Como compositor, empezó a desarrollar un estilo de música de acordeón en el que combinaba diferentes corrientes extranjeras con música finlandesa. En los años 1940 compuso varias piezas virtuosas, entre ellas Noiduttu hanuri, grabada en Estocolmo en 1945. En la cara posterior del disco se incluyó su tema Tampereen polkka.
Finalizada la guerra, Pihlajamaa fundó en Tampere el grupo Jamsessio junto al acordeonista Arvo Nyström, y el cantante y guitarrista Jorma Ikävalko. El repertorio del grupo incluía números de humor en los que las habilidades cómicas pasaban a un primer plano. 
En 1949 Pihlajamaa se mudó a vivir de Tampere a Helsinki con su esposa, Maire. Ya en Helsinki trabajó varios años haciendo giras con Viljo Vesterinen, haciendo el dúo varias grabaciones. Otro artista importante con el cual trabajó en giras fue Eugen Malmstén. En esa época nación Pihlajamaan Pelimannit, formación en la que colaboraron los artistas Arvo Nyström, Veikko Kiehelä, Matti Viljanen, Veikko Huuskonen, Paavo Tiusanen, Jaakko Salo, Raimo Pihlajamaa y Taito Vainio. A finales de los años 1950 participó en giras en las que conoció al acordeonista danés Mogens Ellegaard, el cual fue muy influenciado por el propio Pihlajamaa. En 1949 Pihlajamaa también trabajó un corto tiempo acompañando al dúo formado por Reino Helismaa y Tapio Rautavaara, "Iloiset trubaduurit".

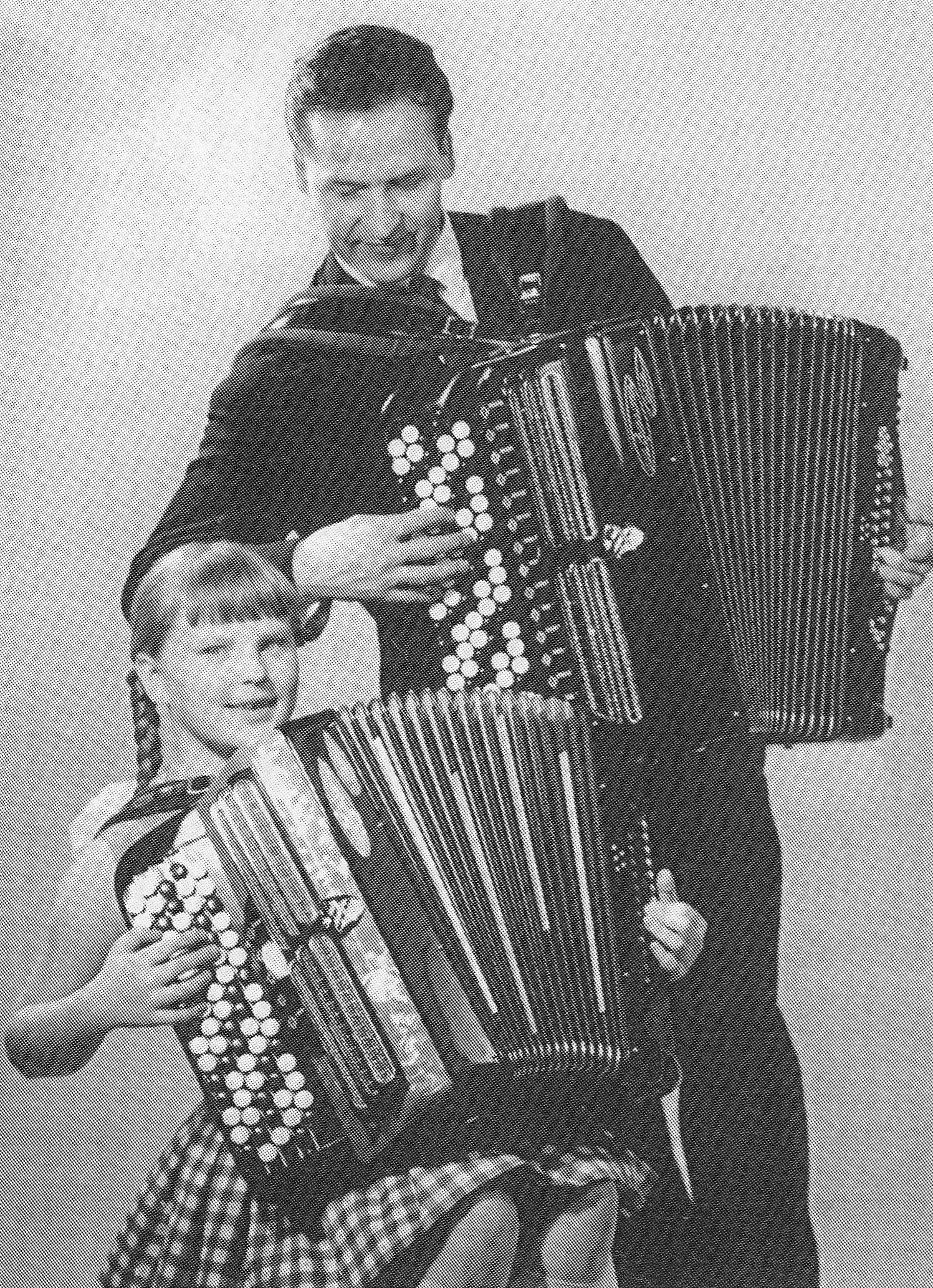
Lasse Pihlajamaa con Merja Ikkelä en 1963

Desde comienzos de los años 1940 también dedicó tiempo a la enseñanza del acordeón. En Helsinki nació la idea de formar su propia escuela de acordeón, la cual acabó iniciándose en la Navidad de 1957 en un local adquirido en la calle Lönnrotinkatu de la capital finlandesa. Su academia funcionó hasta el año 1972, y tuvo un gran impacto en la enseñanza del instrumento en Finlandia. Entre sus alumnos figuran Merja Ikkelä, Matti Rantanen y Raimo Sirkiä<. Durante sus quince años de funcionamiento, el centro tuvo un total de más de estudiantes. Además de ello, Pihlajamaa fue presidente de la Asociación Finlandesa de Acordeonistas entre 1967 y 1970.
Lasse Pihlajamaa diseñó mejoras del instrumento e influyó en el desarrollo de los acordeones italianos, especialmente en una serie de instrumentos del fabricante Pigini a partir de 1965. Su diseño con Pigini de instrumentos para niños contribuyó de modo significativo a la enseñanza del instrumento. Por otra parte, se desarrolló el acordeón bajo melódico, ampliando sus posibilidades musicales como intérprete de música clásica y contemporánea.
Lasse Pihlajamaa fue un intérprete clave en el festival musical anual Sata-Häme Soi, celebrado en Ikaalinen desde inicios de los años 1970. Por su trayectoria recibió el título de Asesor Musical (musiikkineuvos) otorgado por el presidente de la República en 1988. 
En sus últimos años Lasse Pihlajamaa sufrió problemas cardíacos, y falleció en 2007 en Helsinki, a los 91 años de edad. Fue enterrado en el Cementerio de Hietaniemi.

## Grabaciones
- 1945 : Lasse Pihlajamaa: Noiduttu hanuri / Tampereen polkka
- 1949 : Viljo Vesterinen & Lasse Pihlajamaa: Konserttipolkka / ilta aurinkolahdella (Decca SD 5091)
- 1950 : Viljo Vesterinen & Lasse Pihlajamaa: Valssi menneiltä ajoilta / Metsäkukkia (Triola)
- 1950 : Viljo Vesterinen & Lasse Pihlajamaa: El Relicario / Sinfoninen marssi (Rytmi)
- 1956 : Lasse Pihlajamaa: Väärä vitonen (Scandia)
- 1957 : Lasse Pihlajamaa: Säkkijärven polkka (Scandia)
- 1957 : Lasse Pihlajamaa: Metsäkukkia (Scandia)
- 1959 : Lasse Pihlajamaa: Mustasukkaisuutta (Jalousie) (Scandia)
- 1961 : Lasse Pihlajamaa: Nuoruusmuistoja (Scandia)
- 1969 : Lasse Pihlajamaa: Lasse Pihlajamaa (Scandia HSLP 103)
- 1969 : Viljo Vesterinen: Säkkijärven polkka (Rytmi RILP 7048)
- 1976 : Erkki Junkkarinen: Nuoruusmuistoja (Blue Master)
- 1978 :  Vilho Vartiainen: Muistoja (Sauna)
- 1979 : The Accordion Super Trio (con Merja Ikkelä y Matti Rantanen) (Sauna) (LP)
- 1986 : Lasse Pihlajamaa: Noiduttu hanuri (Sauna) (LP)